# Internetreklam
Internetreklam är reklam som förekommer på internet i marknadsföringssyften. 
Internet började som ett icke-kommersiellt medium, finansierat av de institutioner som ansåg sig ha nytta av anslutning till nätet. Reklamen utnyttjar den gemensamma infrastrukturen och bekostas bara till en del av den som har nytta av den; reklam accepteras sällan i större utsträckning i traditionella internetfora, såsom usenet och e-post. I det förra finns särskilda "hierarkier" och "grupper" där reklam och privata annonser accepteras, i det senare ogillas i allmänhet reklamutskick om inte mottagarens gett sitt tillstånd. Kampen mot oönskad reklam har varit hård och i många länder[källa behövs] finns lagstiftning mot vissa typer av reklam. Massutskick mot etablerade regler kallas spam och skräppost.
Situationen ändrades då WWW (webben) uppfanns och kommersiella operatörer började erbjuda internetuppkoppling åt privatpersoner. Genom stark konkurrens hölls priserna på internetanslutningar låga och behovet av annan slags finansiering blev stort. Operatörerna försökade locka de nya användarna att använda Internet via operatörens webbportal, så att anslutningarna kunde finansieras genom reklamutrymme där. De nya användarna, många med obetydlig kunskap om Internets natur, var inte lika kritiska mot reklamen, utan såg den som en naturlig del av mediet.
Numera bekostas flera värdefulla tjänster på Internet med reklamintäkter. Inställningen till reklam varierar stort mellan olika användare och beroende på reklamens utformning. Diskreta och klart avskilda reklamlänkar på webbsidor torde accepteras av de flesta. Däremot upplevs reklam som stör internetanvändningen ofta som obehaglig och bekämpas dels genom att undvika att besöka och länka till sidor som innehåller sådan reklam, dels genom att låta webbläsartillägg eller mellanservrar filtrera bort sådant innehåll.
Reklam på Internet är ofta sammankopplad med insamlande av statistik om användarna, dels för att kontrollera hur effektiv reklamen är, dels för andra ändamål. Det är vanligt att försöka filtrera bort innehåll som används för insamlande av sådan statistik (se till exempel hitlink.com eller doubleclick.com).